# Gonzalo de los Santos
Gonzalo de los Santos da Rosa (født 19. juli 1976 i Salto, Uruguay) er en uruguayansk tidligere fodboldspiller (defensiv midtbane).
De los Santos spillede gennem sin karriere 33 kampe og scorede ét mål for Uruguays landshold. Han debuterede for holdet 25. august 1996 i en venskabskamp mod Japan. Han var en del af den uruguayanske trup til VM 2002 i Sydkorea/Japan, og spillede én af holdets tre kampe i turneringen, der endte med exit efter det indledende gruppespil.
På klubplan spillede de los Santos blandt andet for Peñarol i hjemlandet, samt for Málaga, Valencia og Atlético Madrid i Spanien.